# Heureux (1782)
L'Heureux est un navire de guerre français en service à partir de 1782. C'est un vaisseau de 74 canons à deux ponts. Il s’agit de l'un des nombreux bâtiments de force mis sur cale depuis le milieu des années 1740 selon les normes définies par les constructeurs français de cette époque avec l'idée d'obtenir un bon rapport coût/manœuvrabilité/armement afin de pouvoir tenir tête à la Royal Navy qui dispose de beaucoup plus de navires.

## Carrière
Il croise dans la Méditerranée entre 1794 et 1795. Sous les ordres du capitaine Jean-Pierre Étienne, il prend part à l'expédition d'Égypte. Placé en neuvième position sur la ligne française à la bataille du Nil il s'échoue et il est capturé. Très endommagé, il est finalement détruit.